# مته اسکولداگر
مته اسکولداگر (دانمارکی: Mette Schjoldager؛ زادهٔ ۲۱ آوریل ۱۹۷۷) بدمینتون‌باز اهل دانمارک است.